# Красотки тёмные
Красотки тёмные (лат. Atrocalopteryx) — род стрекоз, принадлежащих к семейству Красотки. Выделен в 2005 году по результатам филогенетического исследования, и его границы до сих пор нечёткие.

## Описание
Крылья узкие и длинные, без птеростигмы. Бугорки на затылке едва заметны или отсутствуют.

## Виды
Род включает следующие виды:
- Atrocalopteryx atrata (Selys, 1853)
- Atrocalopteryx atrocyana (Fraser, 1935)
- Atrocalopteryx auco Hämäläinen, 2014
- Atrocalopteryx coomani (Fraser, 1933)
- Atrocalopteryx fasciata Yang Hämäläinen, Zhang, 2014
- Atrocalopteryx laosica (Fraser, 1933)
- Atrocalopteryx melli (Ris, 1912)
- Atrocalopteryx oberthueri (McLachlan, 1894)

## Распространение
Встречаются в Китае, Корее, Японии и Юго-Восточной Азии (Вьетнам и Лаос). Максимальное видовое разнообразие отмечено в Китае и Вьетнаме.